# Volta a Llombardia 1927
La Volta a Llombardia 1927 fou la 23a edició de la Volta a Llombardia. Aquesta cursa ciclista organitzada per La Gazzetta dello Sport es va disputar el 30 d'octubre de 1927 amb sortida i arribada a Milà després d'un recorregut de 252 km.
La competició fou guanyada per tercer any consecutiu per l'italià Alfredo Binda (Legnano-Pirelli) per davant dels seus compatriotes Alfonso Piccin (Christophe-Hutchinson) i Antonio Negrini (Wolsit-Pirelli).
Binda és el primer corredor en la història que guanya tres edicions consecutives de la Volta a Llombardia.

## Classificació general
|    | Ciclista            | Equip                 | Temps      |
| -- | ------------------- | --------------------- | ---------- |
| 1  | Alfredo Binda       | Legnano-Pirelli       | 8h 57' 27" |
| 2  | Alfonso Piccin      | Christophe-Hutchinson | + 4' 11"   |
| 3  | Antonio Negrini     | Wolsit-Pirelli        | m. t.      |
| 4  | Giuseppe Pancera    | Berrettini-Hutchinson | + 4' 12"   |
| 5  | Luigi Giacobbe      | Wolsit-Pirelli        | m. t.      |
| 6  | Albert Blattmann    | Diamant               | + 4' 13"   |
| 7  | Giovanni Brunero    | Legnano-Pirelli       | + 5' 57"   |
| 8  | Alessandro Catalani | Wolsit-Pirelli        | + 6' 21"   |
| 9  | Michele Mara        | Individual            | + 8' 18"   |
| 10 | Battista Visconti   | Individual            | + 13' 58"  |